# SETI@home
El SETI@home consisteix en el processament de senyals de ràdio per buscar una prova d'intel·ligència extraterrestre emprant el radiotelescopi d'Arecibo. És el primer intent de computació distribuïda realitzat amb èxit i en el qual participen voluntaris d'arreu del món.

## El procés de cerca
Una antena parabòlica gegantina de radiotelescopi, situada a Arecibo (Puerto Rico), capta senyals de ràdio a la freqüència de l'hidrogen, que és l'element més abundant de l'univers, particularment la de l'hidrogen neutre (la de 21 cm). Aquesta freqüència (que cau en el rang de ràdio) travessa sense problemes núvols de gas, de pols, atmosferes i galàxies, per la qual cosa trobar un patró regular en aquesta freqüència seria un símptoma clar que algú està enviant informació intencionadament.
Aquests senyals procedents de l'espai són processats a la Universitat de Berkeley i distribuïts a continuació en petits paquets de 2 min de gravació a col·laboradors voluntaris de tot el món que utilitzen els seus ordinadors personals per a analitzar els senyals en qüestió per tal de determinar si en algun d'ells es troba una seqüència que pugui ser el producte d'un ésser intel·ligent.
En realitat cada paquet consta de 107,4 s originals, més una superposició d'uns 15 s de la unitat anterior, per evitar que un senyal quedi tallat entre dos trams i es perdi; així, si el senyal existeix queda enregistrat en una unitat o en la següent.
Són 15 s de superposició i no altres, pel fet que aquesta és la major distància del rang de freqüències a la que analitza). Els usuaris de "casa" d'utilitzar un programa gratuït i voluntari, que es descarrega a través d'internet exclusivament de la pàgina de la Universitat de Berkeley, i que té dues versions:
- D'una banda una versió consisteix en un salvapantalles que analitza els senyals en els temps que el processador no utilitza recursos.
- I d'altra banda una altra versió molt més ràpida i gens vistosa que l'usuari executa quan ho desitja. Aquesta versió va ser concebuda per a usuaris que decideixen implicar-se més a fons en aquest projecte.

A més compten amb una infinitat de programes addicionals que altres usuaris han anat desenvolupant per mantenir-los informats sobre el procés d'anàlisi dels senyals. Després d'acabar d'analitzar els paquets (coneguts per wus entre els seus usuaris, acrònim de Work Units), l'usuari ho torna a la Universitat de Berkeley, on estudien els resultats de l'anàlisi i cataloguen d'acord amb la importància que pugui tenir.

### Objectius
El que en última instància es busca són patrons que no obeeixin a l'aleatorietat, com per exemple trobar:
- Senyals la potència s'allunyi de la mitjana,
- Tripletes de senyals equidistants,
- Senyals que podrien ser de llarga durada i que a causa del moviment del radiotelescopi quedin reflectits com una corba quadratura de Gauss.

El senyal és analitzat sota tot un rang de freqüències a base d'accelerar o disminuir amb funcions Doppler. De trobar senyals candidats, aquests després s'han de cenyir a altres anàlisis més rigoroses, per descartar procedències conegudes com ara interferències de satèl·lits. Encara després d'això, si algun senyal preval, ha de confirmar-se a través de l'observació des d'altres radiotelescopis.
El radiotelescopi és el més gran del món (en mida físic, fins al moment), amb els seus 305 m de diàmetre, això li permet recollir senyals més dèbils que qualsevol altre radiotelescopi. Només registra l'hemisferi nord celeste a causa de l'orientació i situació pròpia del radiotelescopi. Els senyals són enviats a la Universitat de Berkeley, on es empaqueten i es distribueixen entre els usuaris. Es tracta d'una tècnica de computació distribuïda, de manera que s'ajunta la potència de moltes màquines al llarg de tot el planeta per analitzar agilitzant el procés. Hi ha al voltant de 4 milions d'usuaris amb el programa SETI instal·lat en els seus ordinadors.

### Els orígens
El projecte va ser concebut gràcies a Frank Drake, el qual va crear una fórmula (anomenada Fórmula de Drake), per determinar el nombre de civilitzacions tecnològiques que podien existir a la nostra galàxia. El 1974, Frank Drake i Carl Sagan van emetre des del radi telescopi d'Arecibo, un missatge de 2 min en direcció al cúmul d'estrelles M13, un conjunt d'unes 500.000 estrelles molt velles. Aquest missatge no va ser més que un acte simbòlic, ja que M13 està situat a 25.000 anys llum, per la qual cosa no esperem resposta fins d'aquí a 50.000 anys, però en enviar un missatge amb una potència de diversos milers de milions de watts, s'obria el camí dels missatges interestel·lars.